# Franz Jackson
Franz Jackson (Rock Island, 1 november 1912 – Niles, 6 mei 2008) was een Amerikaanse jazzsaxofonist, -klarinettist en -fluitist.

## Biografie
Franz Jackson was een veteraan van het jazzcircuit van het Chicago van de jaren 1930 en 1940 en werkte tijdens deze periode met Jelly Roll Morton, François Moseley en Ruben Reeves. In 1938 kreeg hij in de band van Fletcher Henderson de plaats van Ben Webster. Later behoorde hij tot de bands van Fats Waller (met J.C. Higginbotham en Red Allen) en speelde hij met Roy Eldridge, Earl Hines, Billy Eckstine en Louis Armstrong. In 1957 formeerde hij zijn Original Jass All-Stars. In 1961 ontstonden opnamen voor Riverside Records in de reeks Chicago Living Legends met Bob Shoffner (trompet), John Thomas (trombone), Rozelle Claxton (piano), Lawrence Dixon (banjo), Bill Oldham (tuba) Bill Curry (drums).
Als een van de laatste overlevenden van dit tijdperk was hij actief tot de jaren 1990. Hij formeerde in 1980 de Jazz Entertainers, ging in 1981 op een Europese tournee en speelde in verschillende jazzclubs in Chicago, waaronder Joe's Bebop Café en het Andy's. In 1996 kreeg hij de Jazz Master Award van Arts Midwest.

## Overlijden
Franz Jackson overleed in mei 2008 op 95-jarige leeftijd.

## Discografie
- 1961: Franz Jackson's Original Jass All-Stars (Riverside/OJC)